# Westersche Veld
Het Westersche Veld is een particulier landgoed en natuurgebied tussen Rolde en Grolloo in de Nederlandse provincie Drenthe. Op topografische kaarten wordt het gebied ook wel het Westersche Veld van Rolde, Westerse Veld van Rolde of Westerveld van Rolde genoemd.
Het Westersche Veld omvat 192 hectare aaneengesloten gronden. Het begint in het noorden smal en wordt naar het zuiden breder. Dat heeft te maken met de radiale verkavelingsstructuur van het gebied, waarbij de toren van de Jacobuskerk van Rolde het ijkpunt vormde.
Vele landbouwgronden die ontgonnen waren in de jaren 1930-40 zijn met ingang van het jaar 2000 weer terug veranderd in heide. Ook bevindt zich nog een heidevennetje in het landgoed, Klaassteen, met daarbij een grote verscheidenheid aan schaars voorkomende planten en dieren.

## Geschiedenis

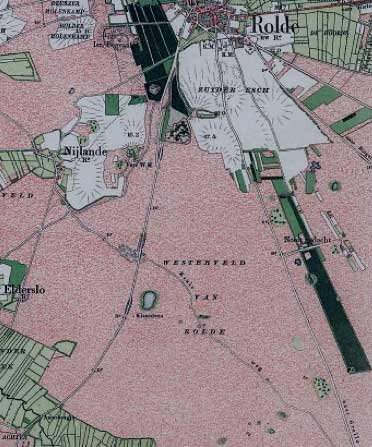
Het Westerveld van Rolde omstreeks 1900 op een topografische militaire kaart

Het Westersche Veld was oorspronkelijk een heidegebied in de voormalige gemeente Rolde. Het landgoed is rond 1930 ontstaan. Destijds werden op vele grote heidevelden bossen aangeplant in het kader van de werkverschaffing. Staatsbosbeheer deed die bebossing voor de overheid, maar her en der deden ook particulieren aanplantingen en zo is ook dit landgoed ontstaan.
De Wildervanker industrieel Steven Duintjer kocht in 1928 zijn eerste strookje heide in het Westerse Veld van Rolde. Zijn einddoel was een groter aaneengesloten stuk land met landbouwgrond, bossen, heide en vennen alwaar hij zijn hobby, de jacht, kon uitoefenen.
Het terrein werd aanvankelijk door onder andere Steven Duintjer, eigenaar van een radiatorenfabriek in het Groningse Wildervank, aangekocht voor de jacht en om het te ontginnen ten behoeve van bosbouw. Vanaf 1930 werden er meer gronden in het gebied opgekocht door het echtpaar Duintjer, die het terrein deels bebosten. Door aankoop en het ruiling van gronden ontstond in de loop der tijd een landgoed van circa 200 hectare.
Op het landgoed is nooit een groot landhuis gekomen. Op het terrein werden wel twee boerderijen gebouwd. Ook werd een houten zomerhuis gerealiseerd. Steven Duintjer woonde elke zomer met zijn vrouw in dat zomerhuisje aan de rand van Rolde.
Sinds juli 2022 is de Stichting Het Drentse Landschap mede-eigenaar van het landgoed geworden. Door middel van de bijdragen aan het Natuurfonds kon Het Drentse Landschap aandelen van de BV Landgoed ‘Westersche Veld van Rolde’. Ook enkele nazaten van de grondlegger zijn, nog slechts voor een klein aandeel, aandeelhouder van deze landgoed BV. De twee boerderijen gelegen op het landgoed zijn als woningen in gebruik en hebben een eigen landgoedstatus. Dat betreft landgoed Hollandsch hoeve en landgoed Weltevreden. Beide landgoederen zijn vernoemd naar de oorspronkelijke namen van de boerderijen.